# Бейтс, Анна Хейнинг
Анна Хейнинг Бейтс (англ. Anna Haining Bates, при рождении Свон; 6 августа 1846 — 5 августа 1888) — жительница Британской Канады, проживавшая в Нью-Аннане, Миллбург, графство Колчестер, Новая Шотландия, и получившая известность благодаря своему высокому росту, который составлял почти 243 см. Её родители, шотландские эмигранты, были среднего роста. Анна была известна как артистка цирка Финеаса Барнума, который в 1862 году представлял её как «самую высокую известную девушку в мире». Вместе со своим мужем, также гигантом, они были включены в Книгу рекордов Гиннесса как самая высокая семейная пара из известных.

## Детство
Анна Хейнинг Свон родилась в Нью-Аннане в окрестностях Миллбурга, графство Колчестер, Новая Шотландия, на востоке Канады. Её отец был родом из Дамфриса, Шотландия, мать была уроженкой новошотландской семьи родом с Оркнейских островов. Оба её родителя были обычного роста. Она была третьим ребёнком в семье из тринадцати, однако все остальные дети были обычного роста. При рождении она весила, как сообщается, около 7,2 кг. Темп её роста был очень высок с первых лет жизни: в 4-летнем возрасте она достигла 137 см, в 6-летнем — 157,48 см, будучи лишь на 2,5 или 5 см ниже своей матери. В 11-летнем возрасте Анна имела рост 188 см и весила 96 кг, в 15-летнем возрасте достигла более чем 210 см; Её ступни были длиной 34 см. Тело Анны с самого рождения было пропорциональным.

## Работа в цирке Барнума
В 1862 году об Анне узнал Финеас Тейлор Барнум, известный владелец цирка Барнума и Бейли, представления в котором включали в том числе демонстрацию необычных людей и экспонатов (будущий цирк братьев Ридлинг). Отправив в Нью-Аннан к семье Свон агента, он уговорил Анну, которой тогда было шестнадцать лет, и её мать переехать в Нью-Йорк. Анна интересовалась литературой и музыкой и считалась образованной женщиной. Приглашая её в цирк, Барнум пообещал дать ей лучшее образование, что очень обрадовало Анну, которая, получая по контракту 1000 долларов в месяц, по три часа в день на протяжении трёх лет брала индивидуальные уроки. Она изучала актёрское мастерство, игру на фортепиано и вокал, показав хорошие результаты и даже сыграв один раз леди Макбет.
В цирке Барнума Анну представляли как «самую высокую девушку в мире», объявляя, что её рост составляет 246 см (что не было правдой); специально для неё было сшито платье, на которое, как сообщалось, ушло 91,4 м сатина и 45,7 м кружева. Для создания «контраста» вместе с Анной часто выступал известный актёр-карлик цирка Барнума командо Натт, весивший всего 10,9 кг. По сохранившимся воспоминаниям, во время выступлений Анна общалась с публикой, которая была этим очень довольна. По словам Барнума, она, несмотря на поток из тысяч людей, желавших её увидеть, всегда была вежлива и никогда не выглядела усталой. В рамках устраиваемых представлений она с помощью специальной рулетки (равной по длине охвату её талии) охватывала свою талию, а затем предлагала сделать то же любой женщине из зала, и обычно оказывалось, что её талия превышала по объёму талию средней женщины примерно в три раза.
13 июля 1865 года Анна едва спаслась во время пожара, разрушившего нью-йоркский музей Барнума: лестницы были в огне, а из-за своего роста она не могла выпрыгнуть из окна и даже, находясь в ужасе, сбила с ног людей, посланных ей на помощь. Сотрудники музея, обнаружив рядом мачтовый кран, разбили часть стены на третьем этаже здания и спустили Анну вниз с помощью шкива и верёвки, причём для того, чтобы удержать нижний конец верёвки, понадобилось восемнадцать мужчин. В то время Анна весила 179 кг, хотя обычно её вес не превышал 159 кг; максимальный вес, который она набирала в жизни, составлял 187 кг. После пожара она вернулась в родной дом, однако вскоре возвратилась в Нью-Йорк, где Барнум открыл новый музей, также сгоревший в 1868 году при подозрительных обстоятельствах. Летом того же года Анна вернулась к семье и выступала в Новой Шотландии, вернувшись затем в США, а в 1869 году отправившись на гастроли в Великобританию. Там она стала предметом большого внимания журналистов (которые писали не только о её огромном росте, но и о овальном лице и мягком, нежном голосе) и даже была представлена королевской семье.

## Замужество
Во время гастролей цирка, с которым она выступала, в Галифаксе она познакомилась с гигантом Мартином ван Бюреном Бейтсом родом из Кентукки, рост которого составлял 241 см, выступавшим под псевдонимом «Кентуккийский гигант». Заметив Анну, его менеджер уговорил её выступать вместе с Мартином, изображая семейную пару; их гастроли вскоре стали сенсацией. Через некоторое время Анна и Мартин действительно полюбили друг друга и 17 июня 1871 года сочетались браком в церкви св. Мартина в Лондоне; бракосочетание проводил оказавшийся там же друг семьи Анны, священник Руперт Кокрейн, проповедовавший в Лондоне, который сам имел рост 191 см, но на фоне новобрачных выглядел невысоким. Среди гостей на свадьбе присутствовала королева Виктория, подарившая паре золотые часы, инкрустированные алмазами. В 1872 году Анна и Мартин приобрели землю площадью 0,53 км², сделав тогда же заказ на мебель, которая подходила бы им по их размерам. Строительством их будущего дома руководил лично Мартин. В главной части дома потолки имели высоту 4,3 м, а двери - 2,6 м и были очень широкими. При этом задняя часть дома, где жили слуги и предполагалось принимать гостей, отличалась меньшими параметрами. В то лето пара выезжала на гастроли с цирком братьев Коул.
В браке с Мартином Анна родила двух детей, один из которых родился мёртвым, а другой прожил менее суток. Её первенцем была девочка, родившаяся в Лондоне 19 мая 1872 года и имевшая примерно такие же размеры, как и её мать при рождении: рост 68,6 см и вес 8,2 кг. В июне 1874 года, вернувшись из Великобритании, чета Бейтсов переехала в Севилль, штат Огайо, США. Во время летних гастролей 1878 года Анна вновь забеременела; роды начались 15 января 1879 года, причём их первый этап продолжался 36 часов. Акушер, доктор Бич, поняв, что роды не будут обычными, попытался вытащить ребёнка из чрева матери с помощью щипцов, однако голова младенца была слишком большой. Он позвал второго врача, который сначала также попытался вытащить ребёнка щипцами; в итоге двум врачам всё же удалось извлечь его, обмотав вокруг его шеи толстую повязку. Ребёнок родился 19 января и прожил меньше 11 часов. На тот момент это был самый крупный из всех описанных младенцев: он имел рост 76 см, весил 10,5 кг, его ступни имели длину 152 мм. Впоследствии он был занесён в Книгу рекордов Гиннесса, оставаясь самым крупным известным младенцем до 1955 года.

## Последние годы и смерть
В попытке отвлечься от горя, вызванного смертью детей, Бейтсы решили возобновить свои гастроли с менеджером Коулом летом 1879 года и затем вновь весной 1880 года, однако эти гастроли стали их последними выступлениями, после чего они ушли из публичной жизни. Свои последние годы Анна провела с мужем на их ферме, стремясь жить спокойно и избегая людского внимания. С 1877 года она была прихожанкой местной баптистской церкви и посещала с мужем воскресные службы, где для них была установлена специальная огромная скамья, на которой им было бы удобно сидеть. Иногда Анна давала уроки детям в воскресной школе.
Анна Свон умерла от туберкулёза в своём доме 5 августа 1888 года, не дожив дня до своего 42-летия. К этому моменту она уже страдала от зоба щитовидной железы, приведшего также к сердечной недостаточности. После смерти жены Бейтс отправил в Кливленд заказ на гроб, указав соответствующие размеры. Ему был отправлен обычный гроб, поскольку изготовители посчитали присланные им размеры ошибочными. Возмущённый Бейтс отправил им письмо, в котором сообщил, что направленные им размеры были верными; в итоге похороны Анны пришлось отложить, поскольку гроб нужного размера прибыл лишь спустя три дня. После смерти Анны Бейтс женился на женщине обычного роста, Аннет Лавонн Этерби (14 июля 1858 — 2 апреля 1940), и прожил до 1919 года. Анна, Мартин и их дети были похоронены на кладбище Маунд-Хилл в Севилле. Рядом с их могилой находится могила сестры Анны, Мэгги, умершей от туберкулёза летом 1875 года в возрасте 22 лет.
После смерти Анна оставила наследство на сумму в 40000 долларов. Хотя её одежда и ювелирные украшения достались родственникам, последние передали несколько её вещей в музей Санрайс-Триал, расположенный в Татамагочи, недалеко от места её рождения.